# Maladera emmrichi
Maladera emmrichi är en skalbaggsart som beskrevs av Ahrens 2004. Maladera emmrichi ingår i släktet Maladera och familjen Melolonthidae. Inga underarter finns listade i Catalogue of Life.